# Хоакін Сабіна
Хоакін Сабіна (ісп. Joaquín Ramón Martínez Sabina, нар. 12 лютого 1949, Убеда, Іспанія) — іспанський співак та композитор. Він опублікував сімнадцять студійних альбомів і сім концертних альбомів, а також співпрацював з різними виконавцями, співаючи дуетами та створюючи інші колаборації.
Закінчив Гранадський університет.

## Дискографія
- Inventario (1978)
- Malas_compañías (1980)
- Mandrágora (1981)
- Ruleta rusa (1984)
- Juez y parte (1985)
- Hotel, dulce hotel (1987)
- El hombre del traje gris (1988)
- Mentiras piadosas (1990)
- Física y Química (1992)
- Esta boca es mía (1994)
- Yo, mi, me, contigo (1996)
- Enemigos íntimos (1998)
- 19 días y 500 noches (1999)
- Nos sobran los motivos (2000)
- Dímelo en la calle (2002)
- Diario de un peatón (2003)
- Todos_hablan_de_ti (2003)
- Alivio de luto (2005)
- Punto…y_seguido (2006)